# Titus Kaphar
Titus Kaphar, né en 1976 à Kalamazoo, Michigan, est un peintre américain dont l'œuvre retravaille l'histoire de l'art des États-Unis pour inclure les personnes afro-américaines. Ses peintures sont conservées dans les collections du Museum of Modern Art (MoMa), du Brooklyn Museum, de la Yale University Art Gallery, du New Britain Museum of American Art, du Seattle Art Museum et du Virginia Museum of Fine Arts,,,.

## Formation et jeunesse
Titus Kaphar est né en 1976 à Kalamazoo. Sa première rencontre avec l'art a lieu par le biais d'un cours d'histoire de l'art à l'université, et il a appris à peindre en autodidacte, en visitant des musées. Il a reçu un Bachelor Degree de l'université d'État de San José en 2001 et un Master en Beaux Arts de l'université Yale. Son travail est souvent multidimensionnel et sculptural, il comporte des toiles tranchées et suspendues au cadre, ou suspendues au-dessus d'une autre peinture. Par exemple, son portrait de Thomas Jefferson, peint dans le style néoclassique, est rattaché par le coin du cadre à un portrait nu de Sally Hemings. La juxtaposition de Jefferson entièrement vêtu et de la nudité de Hemmings souligne la dynamique de pouvoir injuste entre ces deux personnes, et remet en question l'image publique positive de Jefferson, en rappelant les relations sexuelles qu'il faisait subir à son esclave beaucoup plus jeune que lui.

## The Vesper Project
Le projet Vesper est l'une des installations les plus immersives de Titus Kaphar. Il s'agit d'une famille afro-américaine fictive du XIXe siècle qui paraît blanche. Titus Kaphar a créé une installation où les visiteurs traversent une maison du 19e siècle, incertains de ce qui constitue la réalité de l'époque et la création. Titus Kaphar a eu l'inspiration pour ce projet lorsqu'il a voulu peindre un portrait de sa tante, et s'est rendu compte qu'une partie de ses souvenirs d'elle était fictifs. Il a parlé de cette expérience lors de la promotion de l'exposition du Vesper Project : « Je me suis rendu compte que, pour une raison quelconque, mon cerveau avait décidé de l'insérer dans des périodes de ma vie où j'avais eu besoin d'un soutien supplémentaire. Cela m'a profondément remué, mais aussi effrayé. J'ai eu l'impression que je ne pouvais pas faire confiance à ma propre mémoire. J'avais l'impression de perdre la tête ». Le projet Vesper a également été inspiré par une collaboration avec un visiteur de la galerie d'art de Yale, où des peintures de Kaphar étaient exposées. Le visiteur, Benjamin Vesper, a connu une crise liée à un épisode dépressif lors de sa visite et a frappé l'un des tableaux. Par la suite, Benjamin Vesper a été institutionnalisé, et Titus Kaphar a commencé a correspondre avec lui. Les deux ont échangé des lettres pendant un certain temps, échangeant sur les thèmes de la famille et l'instabilité mentale. Vesper est sorti de l'hôpital et a visité une maison du 19e siècle, croyant que qu'elle appartenait à sa famille. Titus Kaphar souhaitait créer un espace physique pour que Vesper puisse rencontrer ses souvenirs, ce qui a donné son point de départ au projet Vesper. Les pièces contiennent des fragments de souvenirs, des spectres, et de peintures. Les salles peuvent être traversées par les visiteurs.

## Couvertures duTime
Titus Kaphar a reçu en 2014 une commande du magazine Time, en réponse au soulèvement de Ferguson. Il a peint une toile de 120 × 150 centimètres, avec son style pictural habituel, mais sur fond de peinture blanche. Le tableau s'intitule « Yet Another Fight for Remembrance ».
Il est également chargé de la couverture du Time du 4 juin 2020, en hommage à George Floyd. Il dépeint une femme noire, les yeux fermés, tenant un espace vide en forme de bébé.

## Expositions

### Solo
- 2000 : The House That Crack Built (San Jose State University Gallery)
- 2004 : Visual Quotations (Anno Domini Gallery)
- 2005 : New Revolution (Yale Art Gallery)
- 2008 : Painting Undone (Gutstein Gallery)
- 2009 : History in the Making (Seattle Art Museum)
- 2011 : Classical Disruption (Friedman Benda)
- 2012 : Behind a veil of beauty (SEM Art Gallery)
- 2013 : The Vesper Project (Friedman Benda)
- 2014-2015 : The Jerome Project (Studio Museum in Harlem)
- 2015 :  Drawing the blinds and asphalt and chalk (Jack Shainman Gallery)
- 2015 : 99 Jeromes (Art Space)
- 2015 : Titus Kaphar: selections from Asphalt and Chalk

### Collectives
- 2000 : Black Artists: creations (San Francisco African American Historical and Cultural Society)
- 2001 : The African American Spirit in Contemporary Art (Mexican Heritage Plaza)
- 2002 : RePresenting Ourselves (San Jose Museum of Art)
- 2003 : (Stop Art Gallery)
- 2004 : Edges (Euphrat Museum of Art
- 2006 : Materiality (Kravets Wehby Gallery)
- 2007 : Salon Nouveau (Galerie Engholm Engelhorn)
- 2007 : My Love is a 187 (The Luggage Store Gallery)
- 2007 : Midnight’s Daydream (The Studio Museum in Harlem)
- 2008 : Cancelled, Erased & Removed (Sean Kelly Gallery)
- 2009 : Your Gold Teeth II (Marianne Boesky Gallery)
- 2010 : The Gleaners: Contemporary Art from the Collections of Sarah and Jim Taylor (Victoria H. Myhren)
- 2011 : Roundabout (The City Gallery)
- 2011 : Reinterpreting the European Collection (Bermuda National Gallery)
- 2012 : Pose/RePose (SCAD Museum)
- 2013 : 11 Dimensions: Titus Kaphar, Demetrius Oliver, Wardell Milan, Louis B. James (Louis B James Gallery)
- 2014 : Beyond the Classical: Imagining the Ideal Across Time (National Academy Museum)
- 2015 : To Be Young, Gifted, and Black (Goodman Gallery)
- 2015 : New Arrivals 2015: Collecting Contemporary Art at The University of Maryland (Stamp Gallery)
- 2015 : Breath/Breadth: Contemporary American Black Male Identity (Maier Museum of Art)
- 2015 : The Art of Idea Festival (21c Museum Hotel)
- 2016 : I see Myself in You: Selections from the collection (Brooklyn Museum)
- 2016 : Winter in America (The School)
- 2016 : Us Is Them (The Pizzuti Collecion)
- 2018 : UnSeen: Our Past in a New Light, Ken Gonzales-Day and Titus Kaphar[10]

## Prix
- 2018 : Bourse MacArthur[11]